# CSI: Deadly Intent
CSI: Deadly Intent is een videospel gebaseerd op de televisieserie CSI: Crime Scene Investigation. Het is het zevende spel uit de CSI-franchise.
Het spel is behalve voor Windows ook uitgebracht voor de Xbox 360, Wii en Nintendo DS
Het spel introduceerd het personage Dr. Ray Langston, net als in de serie.
De Nintendo DS-versie draagt de titel CSI: Deadly Intent - The Hidden Cases en is ontwikkeld door Other Ocean. Deze versie van het spel bevat vier andere zaken dan de overige versies van het spel.
Er zijn vier zaken in het spel, gebaseerd op het negende seizoen van de serie. Jim Brass en David Hodges helpen de speler in elke zaak. Verder wordt de speler per zaak geholpen door:
- Zaak 1: Ray Langston.
- Zaak 2: Catherine Willows en Nick Stokes.
- Zaak 3: Greg Sanders.
- Zaak 4: Riley Adams.